# 일본서기

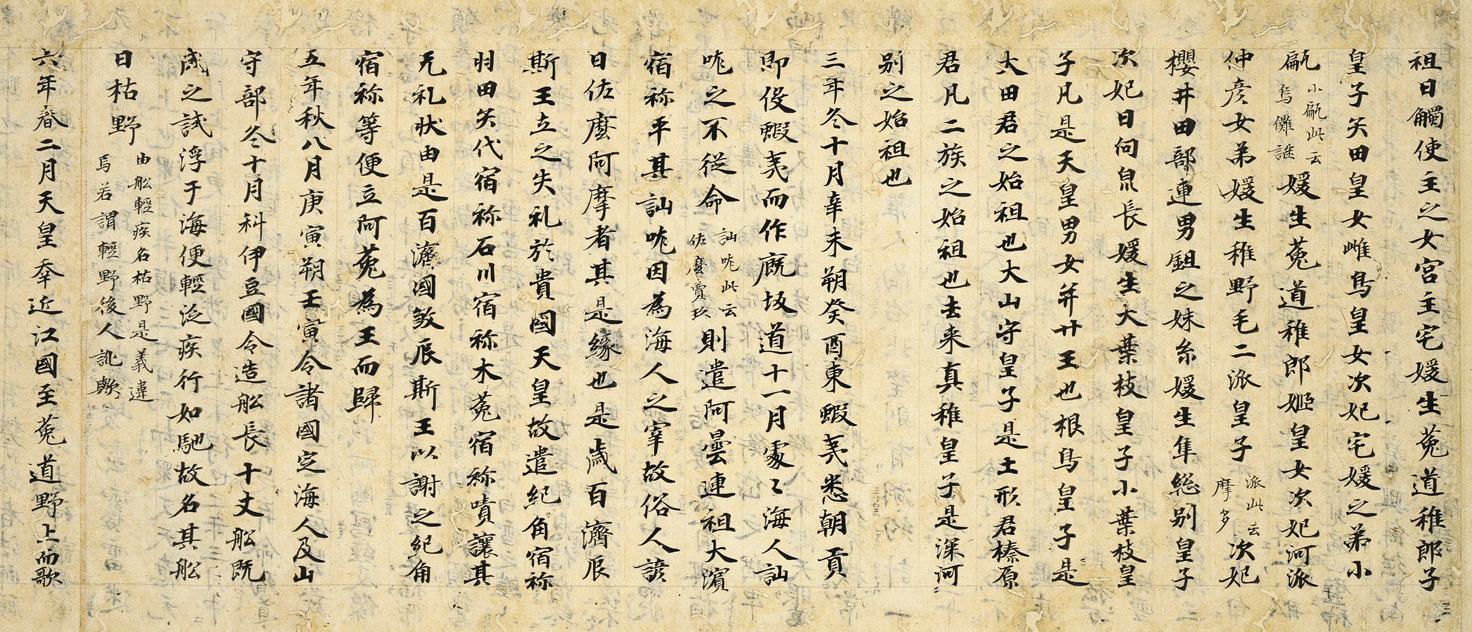
일본서기

일본서기(일본어: 日本書紀, にほんしょき 니혼쇼키[*])는 일본에 존재하는 가장 오래된 정사(正史)로, 일본의 육국사(六國史)의 첫 번째에 해당한다. 《고사기》까지 포함하면 현존하는 두 번째로 오래된 일본 역사서이다. 덴무 천황의 명으로 도네리 친왕이 중심이 되어 편찬, 681년에 시작하여 720년에 완성했다. 일본의 신화 시대부터 지토 천황의 시대까지를 취급한다. 왕실을 중심으로 하여 순한문의 편년체로 구성되어 있으며, 전 30권과 계도(系圖) 1권으로 이루어져 있지만 계도는 현재 전해지지 않는다.
편찬의 자료로는 제기(帝紀), 구사(舊辭), 제가(諸家)의 전승기록(傳承記錄), 정부의 공식기록, 개인의 수기(手記), 사원(寺院)의 내력 등을 기초로 하고, 특히 《백제기》 《백제본기》 《백제신찬》 등 한국의 사료와 《위서》 《진서》 등 중국의 사서를 병용하고 있다. 그러나 이 책에 서술된 한국과의 관계는 일본의 진구 황후가 삼한을 정벌했다는 기록이 있고 연대도 백제의 기년(紀年)과는 약 120년의 차이가 있어, 이주갑인상(二周甲引上) 사실이 드러나 한국 학자 중에는 사서(史書)가 아니라 「사서」(詐書)라고 평하는 사학자도 있다. 일본서기에 이러한 왜곡이 존재하는 이유는 일본서기가 일본이 다이카 개신 이후 연호를 발표하고 천황을 표방하는 국가를 내세웠기 때문에 조공을 하는 번국이 필요했기 때문이다. 일본은 수견사들을 통해 수나라가 당시 수나라와 대등한 위치에 있던 고구려와 백제, 신라를 번국이라고 왜곡한 것을 모방하였고 삼한 국가를 번국으로 왜곡하는 일본서기를 통해서 일본국을 천황(황제)국으로 나타내길 원하였다.

## 성립 과정

### 편찬 경위
《고사기》와 달리, 일본서기에는 편찬한 경위가 쓰여지지 않았다. 그러나, 후에 편찬한 《속일본기》의 기록에 의해서 편찬 경위를 알 수 있다. 속일본기 720년 5월에 기록된 경위에는 "이전부터, 일품 도네리 친왕(舎人親王)이 천황의 명을 받아 《일본기》(日本紀)를 편찬하였고, 기30권과 계도 한 권을 완성했다."라고 기록되고 있다.

### 책의 이름
책의 원래 이름은 '일본기(日本紀)'였다는 설과, 처음부터 '일본서기'였다는 설이 있다.
'일본기'로 보는 설은 《속일본기(續日本紀)》의 요로(養老) 4년 5월 계유조 기사에 '서(書)'라는 글자가 없고 일본기라고만 적혀있는 점을 중시한 것이다. 중국에서는 《한서》, 《후한서》의 경우처럼 기전체 사서를 '서'라고 부르고, 제왕의 치세를 편년체로 기록한 것은 '기(紀)'라고 불렀는데, 이 용법을 모방했다면 《일본서기》는 '기'에 해당하므로 '일본기(日本紀)'라는 이름이 붙은 것으로 추측할 수 있다. 《일본서기》에 이어 편찬된 《속일본기》나 《일본후기》, 《속일본후기》 모두 이름에 '서' 자가 없는 것도 이 설을 지지하는 근거로 여겨지고 있으며, 이 경우 '서' 자는 후대에 삽입된 것이 된다.
반대로 '일본서기'로 보는 설은, 오래된 사본과 나라・ 헤이안 시대 초기의 성립 시기가 비교적 이른(아울러 편찬 시점과도 가까운) 시대의 사료에서도 '일본서기'라고 기록되어 있는 점을 중시한다. 예를 들면 《고닌사기(弘仁私記)》 서문, 《석일본기(釋日本紀)》에 인용된 「엔기강기(延喜講記)」 등에서 '일본서기'라고 되어 있으며, 처음으로 보이는 것은 《영집해(令集解)》에서 인용한 《고기(古記)》(738년 성립)로 여겨진다. 또한 참고로 삼았던 중국의 사서는 《한서》 ・ 《후한서》처럼 전체를 '서'라고 부르고 그 일부에 '기'를 가진 체재를 따랐다. 이 점을 들어 현존하는 《일본서기》는 중국의 사서에 적용시키면 '일본서(日本書)'의 '기(紀)'에 해당한다는 의미로 《일본서기》라 불리게 되었다고 여겨진다.
읽는 방법에 대해서도 '니혼쇼키(にほんしょき)'인지 '닛폰쇼키(にっぽんしょき)'인지 정확한 답이 나오지 않았다. 당시 '야마토(やまと)'라는 훈독으로도 불렸던 '일본(日本)'이라는 단어를 어떻게 음독했는지에 대해서는 확실하지 않으며, 나라 · 헤이안 시대의 문헌에 '日ほん'이라는 기술이 나오기는 하지만, 탁음도 반탁음도 없던 당시의 가나(仮名) 사용법을 가지고는 추측하기 어렵기 때문이다. 메이지 시대의 이와사키 고야타(岩崎小弥太)는 자신의 저서 『일본의 국호(日本の国号)』(깃카와 고분칸吉川弘文館)에서 '닛폰쇼키'로 주장하였지만, 아직 확실한 결론이 나오지 못한 상태에서 현재는 '니혼쇼키'로 통용되고 있다.
덧붙여 《일본기》와 《일본서기》는 서로 다른 책이라고 주장하는 연구자도 있다. 《만요슈》에는 두 이름이 모두 병용되고 있다.

### 원사료
《일본서기》의 자료는 기사 내용의 전거가 된 사료와, 수사의 전거가 된 《삼국지》, 《한서》, 《후한서》, 《회남자》 등의 한문 서적이 주를 이루며, 다음의 사료들이 포함된다고 여겨진다.
- 제기(帝紀)
- 구사(旧辞)
- 고사기(古事記)
- 여러 우지(氏)에 전해진 선조의 기록인 묘기(墓記)
- 지방에 전해진 전승인 후토기(風土記)
- 정부 기록물
- 《이키노무라치 하카토코의 책(伊吉連博徳書)》, 《나니와노키시 오토히토의 책(難波吉士男人書)》, 《고려사문도현일본세기(高麗沙門道顯日本世記)》와 같은 개인의 수기(《석일본기》에 거론된 《安斗宿禰智徳日記》, 《調連淡海日記》)
- 사찰연기담
- 외국, 특히 한반도(백제)의 기록인 '백제삼서'

또한 《일본서기》에 의하면, 스이코 천황 28년(620년)에 쇼토쿠 태자나 소가노 우마코에 의해서 편찬되었다는 《천황기》, 《국기》 등의 오래된 사서가 존재했으나, 고교쿠 천황 4년(645년)의 을미의 변(다이카 개신) 때에 소실했다. 《일본서기》는 본문에 부기된 주석의 형태로 많은 '이전(異傳)', '이설(異說)'을 써두고 있는데, 드문드문 보이는 「일서에 이르기를(一書云)」, 「일본에 이르기를(一本云)」, 「별본에 이르기를(別本云)」, 「구본에 이르기를(舊本云)」, 「혹본에 이르기를(或本云)」 등의 기술은 그러한 이전, 이설을 적은 지금은 현존하지 않는 책이 《일본서기》 편찬에 이용되었음을 나타낸다고 한다. 인용된 서적 대부분은 일부분의 경우만 책 제목을 밝히고 있으며, 이들은 모두 현존하지 않는다.
- 《일본구기》 - 유랴쿠 천황 21년(477년?) 3월조 인용
- 《고려사문도현일본세기》 - 사이메이 천황(齊明天皇) 6년(660년) 5월, 7년(661년) 4월, 11월조, 덴지 천황 9년(669년) 10월조 인용
- 《이키노무라치 하카토코의 책》 - 사이메이 천황 5년(659년) 7월, 7년(661년) 5월조 인용
- 《나니와노키시 오토히토의 책》 - 사이메이 천황 5년(659년) 7월조 인용
- 《백제기》 - 진구 황후 섭정 47년(247년?) 4월, 섭정 62년(250년?) 2월조, 오진 천황 8년(277년?) 3월, 25년(294년?)조, 유랴쿠 천황 20년(476년?)조 인용
- 《백제신찬》 - 유랴쿠 천황 2년(458년?) 7월, 5년(461년?) 7월조, 부레쓰 천황 4년(502년?)조 인용.
- 《백제본기》 - 게이타이 천황 3년(509년) 2월, 7년(513년) 6월, 9년(515년) 2월, 25년(531년) 12월조, 긴메이 천황 5년(544년) 3월조 인용
- 《보제(譜第)》 - 겐조 천황 즉위전기 인용
- 《진기거주(晋起居注)》 - 진구 황후(神功皇后) 섭정 66년(267년?)조 인용

## 편찬 방침
당시 《일본서기》 편찬은 국가적인 대사업으로, 천황가(天皇家)나 씨족(氏族)의 역사상에서의 위치 설정을 하기 위한 것이어서 지극히 정치적인 색채가 짙었다. 편집 방침의 결정이나 원사료의 선택은, 정치적으로 우위자가 주도한 것으로 추측된다.

### 문체 · 용어
《일본서기》의 문체 · 용어 등 문장상의 다양한 특징을 분류한 연구 · 조사 결과에 의하면, 전30권 가운데 각권1 · 권2의 신대기(神代紀)와 권28 · 29 · 30의 덴무 · 지토기(持統紀)의 실록적인 부분을 제외한 후의 25권은, 크게 둘로 나눌 수 있다고 한다. 하나는 각권3의 진무기(神武紀)에서 각권 13의 윤공(允恭) · 안코기(安康紀)까지이고, 다른 하나는 권14의 유랴쿠기에서 권21의 요메이(用明) · 스슌기(崇峻紀)까지이다. 남는 각권 22·23의 스이코 · 조메이기(舒明紀)는 전자, 권24의 고교쿠기에서 권27의 덴지기(天智紀)까지는 후자에 속하는데, 권13에서 14의 사이 즉 유랴쿠기를 전후한 부분에 고대사의 획기가 있었을 것으로 추측되고 있다.

### 왜습(倭習)
《일본서기》는 순한문체로 여겨져 왔지만, 교토산업대학 교수 모리 히로미치(森博達)의 연구에서는 《일본서기》의 어휘나 어법에서 일본어적 발상에 근거한 오용이나 기용, 소위 '왜습(倭習)'이 많이 확인되며, 나아가 《일본서기》에 실린 만요가나의 음운의 차이 등의 연구를 토대로 α군(각권14~21, 각권 24~27)과 β군(각권13, 각권22~23, 각권28~29)로 분류하였는데, 왜습이 없는 정식 한문이 가득한 α군을 중국인(당에서 도래하여 일본에서 다이가쿠의 음박사가 된 속수언續守言과 살홍각薩弘恪) 등이, 왜습으로 가득한 한문이 쓰인 β군을 일본인(특히 신라에 유학했던 유학승 야마다노후비토 고우보山田史御方)이 쓴 것으로 추정하였다. 또한 α군에도 일부 '왜습'이 보이긴 하지만 이것은 원자료에서 직접 문장을 인용했거나 혹은 나중에 일본인에 의한 추가 · 수정이 이루어진 때문으로 추정하고 있다. 특히 각권24, 각권25는 α군으로 분류되는 것에도 불구하고 을미의 변 · 다이카 개신에 관한 부분에서 '왜습'이 빈번히 출몰하고 있는데, 소가씨를 역신으로서 주멸한 쿠데타였던 '을사의 변'에 관한 기록이 겐메이 천황(덴지 천황의 아들)이나 후지와라노 후히토(후지와라노 가마타리의 아들)의 의향으로 대폭 가필된 것이 아니냐고 보기도 한다.
백제로부터의 불교 전래에 대해서 《일본서기》는 긴메이 13년(552년) 10월에 백제의 성명왕(聖明王)이 석가불상과 경론을 바쳤다고 했으나, 《상궁성덕법왕제설(上宮聖德法王帝說)》이나 《겐코지연기(元興寺緣起)》는 긴메이 천황 무오년 10월 12일(다만 긴메이 천황의 치세에는 무오년이 없으므로 실제로는 긴메이 천황이 아닌 센카 천황 3년, 서기 538년으로 추정되고 있다)에 불교가 백제로부터 전해졌다는 설을 전하고 있으며, 오늘날에는 이것이 통설로 되어 있다.
이같이 《일본서기》에는 개변된 것으로 추측되는 부분이 적지 않다는 것이 연구자들 사이에서는 상식이 되고 있다.
조정 지배의 정당성을 역사를 통해 설명하고자 하는 의도가 강했던 당시의 경향을 담고 있어, 달력이라는 개념이 없었던 시대까지 편년체를 통해 담아내고 있는 것으로 비추어 볼 때 윤색된 부분이 많다. 따라서 연대가 거슬러 올라갈수록 사료로서의 신뢰성이 적다. 예를 들어 진구 황후가 가야를 정복했다거나 백제가 일본한테 신칭했다는 기록 등 한반도 삼국과의 관계를 지극히 왜곡해 기술했으며, 진구황후와 히미코를 동일화하기 위해 기술 연도를 2갑자 뒤로 돌린 이주갑인상(二周甲引上)이 있다. 백제에 대한 기록은 현존하지 않는 《백제기》를 참조한 것으로 보이며, 백제의 사서가 그대로 보존되었는가에 대해서는 논란이 있다.

## 이주갑인상설
일본서기의 연대표기에 관하여 이주갑인상(二周甲引上)설이 있는데 이는 일본서기의 편집자들이 일본의 역사년대를 끌어 올리기 위하여, 역사 기록을 120년(2갑자) 앞당겼다는 가설이다.

## 기술의 신뢰성

### 《진서》, 《수서》와의 비교
중국의 사서인 《진서》 안제기(安帝紀)에는 266년에 왜국(倭國) 관련기사가 등장하는데, 그 다음으로는 5세기 초인 동진(東晋) 의희(義熙) 9년(413년)에 왜국이 공물을 바쳤다는 기록이 나온다. 그 이전에 대해서는 중국의 사서에 왜국의 기술이 없고, 고고학적인 문자 기록도 없는 점에서 일본 역사학계에서는 「수수께끼의 4세기」라고 부른다(4세기 후반 이전의 야마토 왕권 성립 과정에 대해서는 야마토 왕권 항목 참조). 《송서》에 실린 왜왕 무(武)의 상표문이나 스다 하치만 신사(隅田八幡神社)에 소장된 명문이 새겨진 구리거울, 지바현 이나리다이(稲荷台) 1호 고분에서 출토된 명문이 새겨진 철검(鐵劍), 사이타마현 이나리야마 고분(稲荷山古墳)에서 발굴된 철검 명문 등으로 미루어 5세기대 일본에서 '문자'가 사용되었을 것으로 여겨지지만, 당시 야마토 조정 내에서 상시적인 문자 기록이 이루어지고 있었는지는 확실하지 않다. 또한 《수서(隋書)》 권81의 열전(列傳)제46 동이(東夷)에는 왜국의 사정에 대해 "문자가 없고 단지 나무에 새기고 줄을 엮을 뿐인데, 백제에서 불법을 얻고 나서는 처음으로 문자가 생겨났다(無文字, 唯刻木結繩, 敬佛法於百濟, 求得佛經, 始有文字)"고 기록되어 있다.

### 이나리야마 고분 철검 명문과의 대응
1968년에 이나리야마 고분에서 발견된 금착명철검(金錯銘鐵劍)에는 5세기 중순의 일본의 지방 호족이 작성한 '오오히코(意富比垝)'에서 '우와케노오미(乎獲居臣)'에 이르는 8세대에 걸치는 계도가 새겨져 있는 것이 확인되었다. 철검에 새겨진 '오오히코'를 《고사기》와 《일본서기》에 기록된 제8대 고겐 천황(孝元天皇)의 제1황자 「오히코노 미코토(大彦命)」(4도 장군의 한 명)로 비정하는 설이 제기되었고, 가와구치 가쓰야스(川口勝康)는 명문에 나오는 「우와케(乎獲居)」를 「오오히코」의 손자 「데요카리와케(弖已加利獲居)」로 보고, 도요카리와케노 미코토(豐韓別命)는 다케누나카와와케(武渟川別)의 아들로 비정하고 있지만, 철검 명문에서 데요카리와케는 다카리소니(多加利足尼)의 아들로 되어 있다. 이나리야마 고분 출토 철검의 발견으로 5세기 중순의 유랴쿠 천황의 실재를 인정한 다음, 그 전후, 특히 닌토쿠 천황 이후의 일본내 전승에 일정한 진실성을 부여하려는 의견도 존재하지만, 한편에서는 실증주의적 관점에서 《고사기》나 《일본서기》, 《조구키(上宮記)》의 기술은 신용할 수 없고 게이타이 천황 이전의 오키미의 이름이나 계도 등은 신뢰성이 부족하며, 이나리야마 고분 철검의 명문에 대해서도 한자 읽기 방식을 딱 잘라서 짚을 수는 없다는 의견도 있다.

### 《조구키》, 《제기》, 《구사》, 《고쿠기》, 《천황기》 와의 관련
쇼토쿠 태자에 의해 일본 최초의 '국사'가 성립되기 전에도 각종 계도(系図)가 존재했으며 이것을 바탕으로 게이타이 천황 즉 오도노 오키미(オホド王)의 계도를 기록한 《조구키(上宮記, 또는 가미쓰미야노후미)》나 《고사기(古事記)》, 《일본서기》가 제작되었다는 설이 있다(만약 스이코 천황 때인 600년경 《조구키(上宮記)》가 성립되었다면, 게이타이 천황이 사망한 531년과는 70년의 차이가 있다). 덧붙여 《고사기》, 《일본서기》 편찬의 기본사료가 된 《제기(帝紀)》, 《구사(舊辞)》는 7세기경에 성립된 것으로 여겨지고 있는데, 《일본서기》는 스이코 천황 20년(620년)에 "이 해에 황태자는 시마노 오오오미와 함께 의논하여, 천황기(天皇記) 및 고쿠기(國記), 오미(臣) · 무라치(連) · 도모노 미야쓰코(伴造) · 구니노 미야쓰코(國造) 180부와 공민(公民) 등의 본기(本記)를 기술하였다(是歲 皇太子、島大臣共議之 錄天皇記及國記 臣 連 伴造 國造 百八十部并公民等本記)"는 기록을 전하고 있지만, 이러한 야마토 왕권의 사서 편찬에 이바지한 정확하고 충분한 문자 기록이 있었다고 추정할 수 있는 근거는 부족할 뿐더러, 그것이 실제로 있었다 해도 대부분은 구비전승에 의지해야 했다고 추정된다. 이때 쇼토쿠 태자가 만들었던 역사서 《고쿠기》나 《천황기》는 소가노 에미시(蘇我蝦夷) ・ 이루카(入鹿) 부자가 멸망할 때 대부분 소실되고 화재를 면한 일부가 덴지 천황에게 바쳐졌다고 한다.

### 한국계 사서와의 대조
현대에는 게이타이 천황 이전의 기술(특히 편년)은 정확함을 보증할 수 없다고 여겨진다. 예를 들면 게이타이 천황의 사망 시기가 《고사기》와 《일본서기》에 세 가지 이설이 전해지는 등 기술이 중첩되는 점, 또한 《일본서기》 편찬자가, 한반도 계통의 사서로 추정되는 《백제본기(百濟本記)》에 근거해, 531년설을 본문에 채용한 것을 통해서도 추측할 수 있다. 《백제본기》는 《백제기(百濟記)》, 《백제신찬(百濟新撰)》과 함께 '백제삼서(百濟三書)'라 불리며, 풍부한 기록성으로 3서 가운데서도 《일본서기》 편찬에 가장 많이 인용되었던 사서이다(《삼국사기》 백제본기와는 다르다). 종래의 일본 학자들은 6세기 후반 위덕왕의 시대에 백제가 왜왕에게 제출하고자 편찬한 것을 《일본서기》 편찬자들이 참조했으며 이 '백제삼서'와 《일본서기》 기사를 대조해 나가면 고대 한국과 일본의 관계의 실상을 객관적으로 복원할 수 있다고 믿었다(여기에는 백제가 일본의 전통적인 속국이었다는 인식이 수반되어 있었다). 대부분의 내용을 《백제본기》에 기초한 《일본서기》 게이타이기(繼體紀), 긴메이키(欽明紀)의 기술에는 '일본 천황이 한반도에 광대한 영토를 차지하고 있었다'고 보지 않으면 의미가 통하지 않는 문장이 많이 있는데, 임나일본부에 대한 기술(《백제본기》에 이르기를 "임나는 안라를 아버지로 삼고 일본부를 근본으로 삼는다" 하였다)도 포함되어 있다.
또한 진구기(神功紀) ・ 오진기(應神紀)의 주석에 인용된 《백제기》에는 "신라가 귀국(貴國)을 받들지 않아 귀국은 사치히코(沙至比跪)를 보내어 치게 하였다." 등 왜국을 '귀국(貴國)'이라 부른 기술이 있는데, 야마오 유키히사(山尾幸久)는 이 단어를 종래의 일본 사학에서는 2인칭 대명사로 '당신의 나라'라는 뜻으로 해석해 왔으나, 《일본서기》 본문에는 제3자의 상호간 대화에서도 왜국을 '귀국'이라고 부르고 있는 부분이 있는 점을 들어 '귀국'이란 '가시코키 스메라미코토(可畏天皇)', '히지리노 오키미(聖王)'가 군림하는 '귀한 나라', '신의 나라'라는 의미라고 해석하였는데, 이처럼 일본을 '아라히토카미(現人神)'가 지배하는 신국(神國)으로 인식하는 것은 이 백제삼서에 기재된 '일본', '천황' 등 호칭의 출현과 같은 덴무 천황의 시대의 일이며, 《백제본기》가 다룬 6세기 후반의 시대는 물론 일본 최초의 역사가 편찬되었던 스이코 천황 때에도 이러한 '신국' 사상은 존재하지 않았다고 주장하였다.
현재 '백제삼서'의 기사의 원형은 백제 왕조의 사적으로 거슬러 올라가는 것으로 추정되며, 한반도에서 백제가 멸망하고 부흥운동이 실패로 돌아간 7세기 말에서 8세기 초에 걸쳐 왜국으로 망명한 옛 백제의 왕족과 귀족들이 가지고 온 본국의 사서를 재편집하여 천황의 관부에 바친 것으로 여겨지고 있다. 야마오 유키히사는 《일본서기》의 편찬자는 이것을 대폭으로 개변하였으며, 당시 일본의 율령국가체제 성립 과정에서의 국가적 대사업으로 이루어졌던 《일본서기》 편찬, 편찬 주체로 설정된 '천황'의 신하라는 입장(정치적 지위 보전 등) 등의 문맥을 무시하고서는 '백제삼서'와의 대음을 생각할 수 없다고 주장하였다. 이같은 《일본서기》와 《백제본기》와의 대응에 대해서는 여러 설이 있다.

### 황국 역사관
일본서기는 칠지도와 광개토왕릉비와 함께 임나일본부설의 근거가 되고 있다.

## 구성
기 30권과 계도 1권이 있지만 계도 1권이 현재 전해지지 않는다.
- 권 제1(卷第一) - 신대 상(神代上)
- 권 제2(卷第二) - 신대 하(神代下)
- 권 제3(卷第三) - 진무 천황(神武天皇)
- 권 제4(卷第四) - 스이제이 천황(綏靖天皇) ~ 가이카 천황(開化天皇)
- 권 제5(卷第五) - 스진 천황(崇神天皇)
- 권 제6(卷第六) - 스이닌 천황(垂仁天皇)
- 권 제7(卷第七) - 게이코 천황(景行天皇), 세이무 천황(成務天皇)
- 권 제8(卷第八) - 주아이 천황(仲哀天皇)
- 권 제9(卷第九) - 진구 황후(神功皇后)
- 권 제10(卷第十) - 오진 천황(応神天皇)
- 권 제11(卷第十一) - 닌토쿠 천황(仁徳天皇)
- 권 제12(卷第十二) - 리추 천황(履中天皇), 한제이 천황(反正天皇)
- 권 제13(卷第十三) - 인교 천황(允恭天皇), 안코 천황(安康天皇)
- 권 제14(巻第十四) - 유랴쿠 천황(雄略天皇)
- 권 제15(巻第十五) - 세이네이 천황(清寧天皇), 겐조 천황(顕宗天皇), 닌켄 천황(仁賢天皇)
- 권 제16(巻第十六) - 부레쓰 천황(武烈天皇)
- 권 제17(巻第十七) - 게이타이 천황(継体天皇)
- 권 제18(巻第十八) - 안칸 천황(安閑天皇), 센카 천황 (宣化天皇)
- 권 제19(巻第十九) - 긴메이 천황(欽明天皇)
- 권 제20(巻第二十) - 비다쓰 천황(敏達天皇)
- 권 제21(巻第二十一) - 요메이 천황(用明天皇), 스슌 천황(崇峻天皇)
- 권 제22(巻第二十二) - 스이코 천황(推古天皇)
- 권 제23(巻第二十三) - 조메이 천황(舒明天皇)
- 권 제24(巻第二十四) - 고교쿠 천황(皇極天皇)
- 권 제25(巻第二十五) - 고토쿠 천황(孝徳天皇)
- 권 제26(巻第二十六) - 사이메이 천황(斉明天皇)
- 권 제27(巻第二十七) - 덴지 천황(天智天皇)
- 권 제28(巻第二十八) - 덴무 천황(天武天皇)
- 권 제29(巻第二十九) - 상동
- 권 제30(巻第三十) - 지토 천황(持統天皇)

## 같이 보기
- 고사기
- 일본 신화
- 정한론 - 일본서기가 기본바탕을 이루고 있다
- 일본의 우익 단체
  - 겐요샤(현양사)
  - 흑룡회
  - 일본회의
  - 일본재단
- 이주갑인상